# Иванисово (Московская область)
Иванисово — село в городском округе Электросталь Московской области России.

## Население
| 1852 | 1859 | 1890 | 1926 | 2002 | 2006 | 2010 |
| ---- | ---- | ---- | ---- | ---- | ---- | ---- |
| 181  | ↗226 | ↘103 | ↗344 | ↗809 | ↘783 | ↗865 |

## География
Село Иванисово расположено на востоке Московской области, на Московском малом кольце А107, примерно в 39 км к востоку от Московской кольцевой автодороги и 13 км к югу от центра города Ногинска, практически примыкает к южной части города Электросталь.
В 2 км к югу от села проходит Носовихинское шоссе, в 9 км к северу — Горьковское шоссе М7, в 30 км к востоку — Московское большое кольцо А108, южнее села — пути Горьковского направления и хордовой линии Мытищи — Фрязево Ярославского направления Московской железной дороги. Ближайшие сельские населённые пункты — посёлки Фрязево и Случайный.
В селе 4 улицы — Дачная, подстанция Шибаново, Центральная усадьба и Шибаново, приписано 8 садоводческих товариществ (СНТ).
Связано автобусным сообщением со станцией Фрязево Горьковского направления МЖД, городами Ногинск, Электросталь и Электроугли.
Через село протекает небольшая река, левый приток Вохонки, не имеющая устоявшегося названия, иногда упоминается как река Марьинка или ручей Безымянный.

## История
Деревня Иванисово упоминается в 1623 году в писцовых книгах, как вотчина боярина Фёдора Ивановича Шереметева при погосте Михаила Архангела на речке Раменке. Позже владельцами деревни были князья Одоевские — Василий Фёдорович, Алексей, Михаил и Василий Юрьевичи, — в 1736 году — Иван Петрович Толстой.
В середине XIX века деревня относилась ко 2-му стану Богородского уезда Московской губернии и принадлежала генерал-лейтенанту Василию Дмитриевичу Иловайскому, в деревне было 18 дворов, церковь, крестьян 95 душ мужского пола и 86 душ женского.
В «Списке населённых мест» 1862 года — владельческое село 2-го стана Богородского уезда Московской губернии по левую сторону железной Нижегородской дороги (от Москвы), в 14 верстах от уездного города и 27 верстах от становой квартиры, при реке Рашинке, с 32 дворами, православной церковью и 226 жителями (114 мужчин, 112 женщин).
По данным на 1890 год — село Игнатьевской волости 2-го стана Богородского уезда с 103 жителями.
В 1913 году — 54 двора.
По материалам Всесоюзной переписи населения 1926 года — центр Иванисовского сельсовета Павлово-Посадской волости Богородского уезда на Богородском шоссе и в 1 км от станции Фрязево Нижегородской железной дороги, проживало 344 жителя (154 мужчины, 190 женщин), насчитывалось 88 хозяйств, из которых 56 крестьянских.
С 1929 года — населённый пункт Московской области.
Административно-территориальная принадлежность
1929—1930 гг. — деревня Стёпановского сельсовета Богородского района.
1930—1954, 1957—1963, 1965—1994 гг. — деревня Стёпановского сельсовета Ногинского района.
1954—1957 гг. — деревня Афанасово-Шибановского сельсовета Ногинского района.
1963—1965 гг. — деревня Стёпановского сельсовета Орехово-Зуевского укрупнённого сельского района.
1994—2006 гг. — деревня Стёпановского сельского округа Ногинского района.
2006—2011 гг. — деревня сельского поселения Стёпановское Ногинского муниципального района.
С 2011 года Иванисово является селом.
С 2017 года, после упразднения сельского поселения Стёпановское, село Иванисово входит в состав городского округа Электросталь.

## Достопримечательности

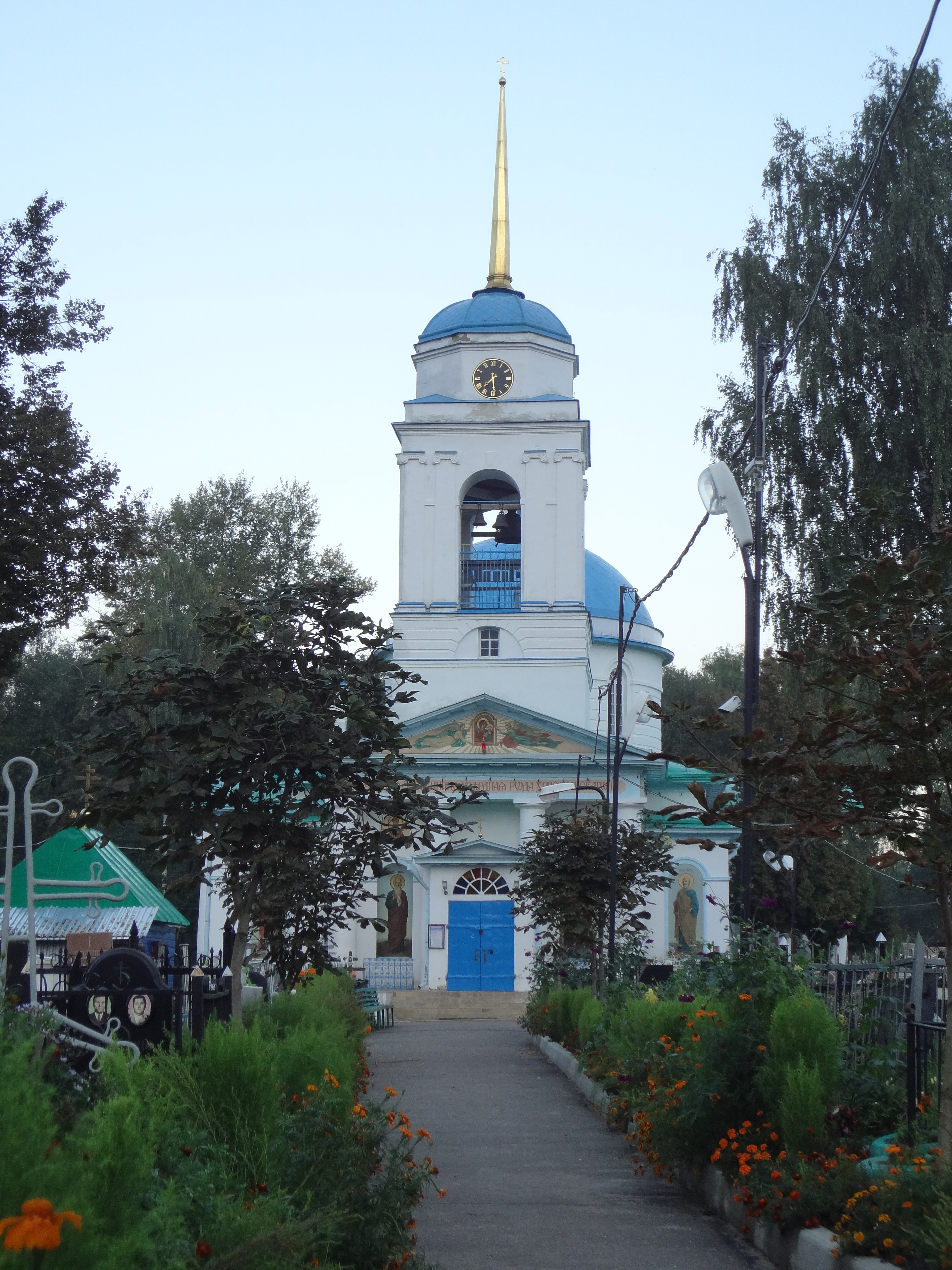
Церковь Казанской Иконы Божией Матери село Иванисово

- Церковь Иконы Божией Матери Казанская (1824—1838) — однокупольный храм в стиле классицизма с колокольней[28]. Является объектом культурного наследия России как памятник архитектуры регионального значения[29].
- Электростальская церковь Евангельских христиан-баптистов (с 1966 года)[30]